# Ochicanthon karasuyamai
Ochicanthon karasuyamai är en skalbaggsart som beskrevs av Ochi, Kon och Kawahara 2007. Ochicanthon karasuyamai ingår i släktet Ochicanthon och familjen bladhorningar. Inga underarter finns listade i Catalogue of Life.